# 东屯乡
东屯乡，是中华人民共和国贵州省安顺市西秀区下辖的一个乡镇级行政单位。

## 行政区划
东屯乡下辖以下地区：
东屯村、桥头村、本寨村、毛口村、双子村、新寨村、秧地村、半山村、小屯村、长寨村、窑上村、吕官村、金官村、石头村、玉山村、王寨村、磨玉村、高官村、西屯村、八番村、梅旗村、市梅村、山旗村和扁山村。